# Bijan Namdar Zangeneh
Bijan Namdar Zangeneh (en persan : بيژن نامدار زنگنه), né en juin 1951, est un homme politique iranien. 
Depuis la Révolution iranienne, il occupe plusieurs postes ministériels dont celui du Pétrole de 2013 à 2021.
Zanganeh est marié et a quatre enfants.

## Biographie

### Enfance
Zangeneh est né en juin 1951 à Kermanchah dans une famille kurde. Il a passé ses premières années d'école dans sa ville natale avant de partir à Téhéran où il a passé son diplôme d'études secondaires. Il a obtenu sa maîtrise en génie civil de l'université de Téhéran en 1977, puis est devenu un membre du personnel académique de l'université Nasireddin Tousi Khajeh (université K.N.Toosi of Technology).

### Carrière

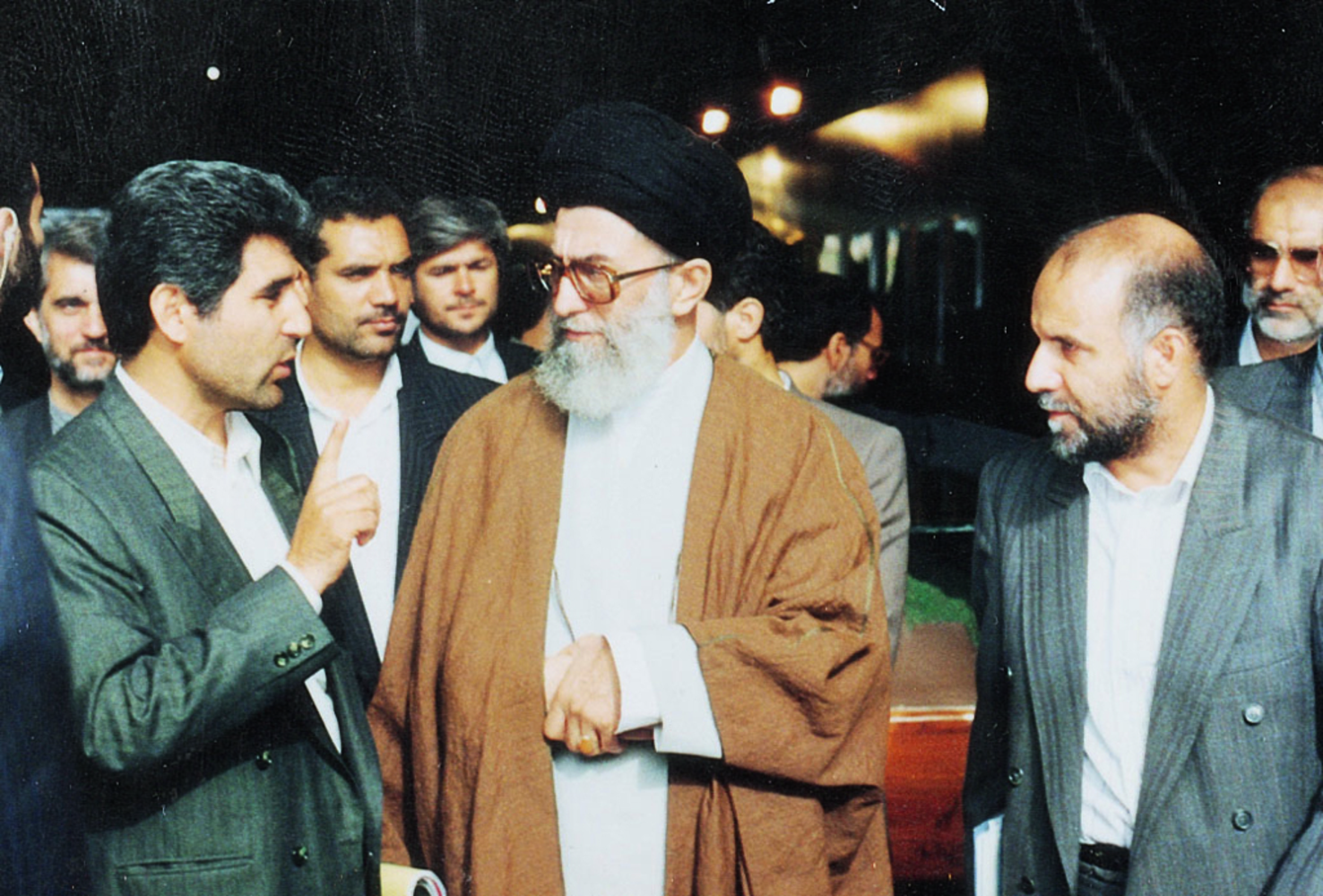
Le ministre de l'Énergie Namdar Zanganeh (à droite) visitant un barrage en construction au nord du Khouzistan avec Ali Khamenei (au centre), le 14 mars 1997.

Après la victoire de la révolution islamique de 1979, Zanganeh devient un membre de l’équipe professorale de l'université du Khajeh Nasireddin. Puis, en 1980, il est nommé vice-ministre de la culture et de l'orientation islamique dans le gouvernement du Martyr Rajaie. En 1983, il a été nommé ministre de la Construction du djihad. Puis il a été nommé ministre de l'Énergie dans le gouvernement de Mir-Hossein Mousavi en 1988, ministère dont il sera chargé également dans le cabinet Akbar Hashemi Rafsanjani. Pendant ce mandat il a fait des efforts énormes pour la reconstruction et la réhabilitation de l'industrie de l'eau et de l'électricité du pays à la suite de la guerre de 1980-1988 Iran-Irak et les dommages causés à l'industrie par les attaques irakiennes. 
Ensuite il est nommé ministre du pétrole dans le cabinet de Mohammad Khatami. Zangeneh y est remplacé par Kazem Vaziri Hamane le 29 août 2005, nommé par le président Mahmoud Ahmadinejad.
En 1996, il a été nommé en tant que membre du Conseil de discernement par le Guide suprême, l'ayatollah Ali Khamenei. Il a ainsi enseigné dans plusieurs universités et centres universitaires. En janvier 2012 il fonde le Petrolume and Sustainable Development Institute.

#### Ministre du Pétrole
Au début du mois d'août 2013, Zangeneh est nommé ministre du pétrole par le président Rohani. Poste auquel il sera confirmé par un vote au parlement le 15 août par 213 votes pour (sur un total de 266). Le 21 août Zanganeh est nommé à la tête de Gas Forum des pays exportateurs (FPEG) 2013. Pour info: Kazem Vaziri Hamaneh est nommé adjoint de Zangeneh le 3 septembre.
Selon les experts, Bijan Namdar Zangeneh, en tant que ministre du Pétrole iranien, aurait joué un rôle décisif dans la rechute du cours du pétrole au cours de l'année 2015.
Depuis la levée de sanctions contre la République islamique, l'Iran et donc Zangeneh ont vu leur rôle sur le marché de l'or noir croître et Téhéran ne cache pas ses objectifs : récupérer sa part du marché du brut d'avant les sanctions internationales. Pour cela le ministre iranien occupe une place centrale et ce dernier participe vers la fin septembre 2016 à une réunion exceptionnelle de l'organisation des pays exportateurs de pétrole (OPEP) à Alger.
En décembre 2016, le ministre iranien du Pétrole tient un rôle majeur dans l'accord signé entre l'Iran, Ali Al-Naïmi, son homologue saoudien et le reste des délégations de l’Organisation des pays exportateurs de pétrole (OPEP). L'objectif de cet accord discuté est de réduire la production de pétrole. Cet accord veut faire diminuer la production de 1,2 million de barils par jour, à 32,5 millions. Cet accord sera considéré par plusieurs observateurs comme une "victoire pour l'Iran".  
Première conséquence de ce traité négocié avec Bijan Namdar Zangeneh, le cours du baril de Brent a rapidement gagné 18 %. Il a ainsi atteint 55,02 dollars, un prix plus vu depuis un an et demi.
En octobre 2017, afin d'améliorer la production pétrolière iranienne, il lance un grand plan d'investissement sur deux ans de 5 milliards de dollars.
Il fait l'objet à partir de 2020 de sanctions de la part des États-Unis, qui cherchent à empêcher l'Iran d'exporter son pétrole. 